# Maja Berezowska

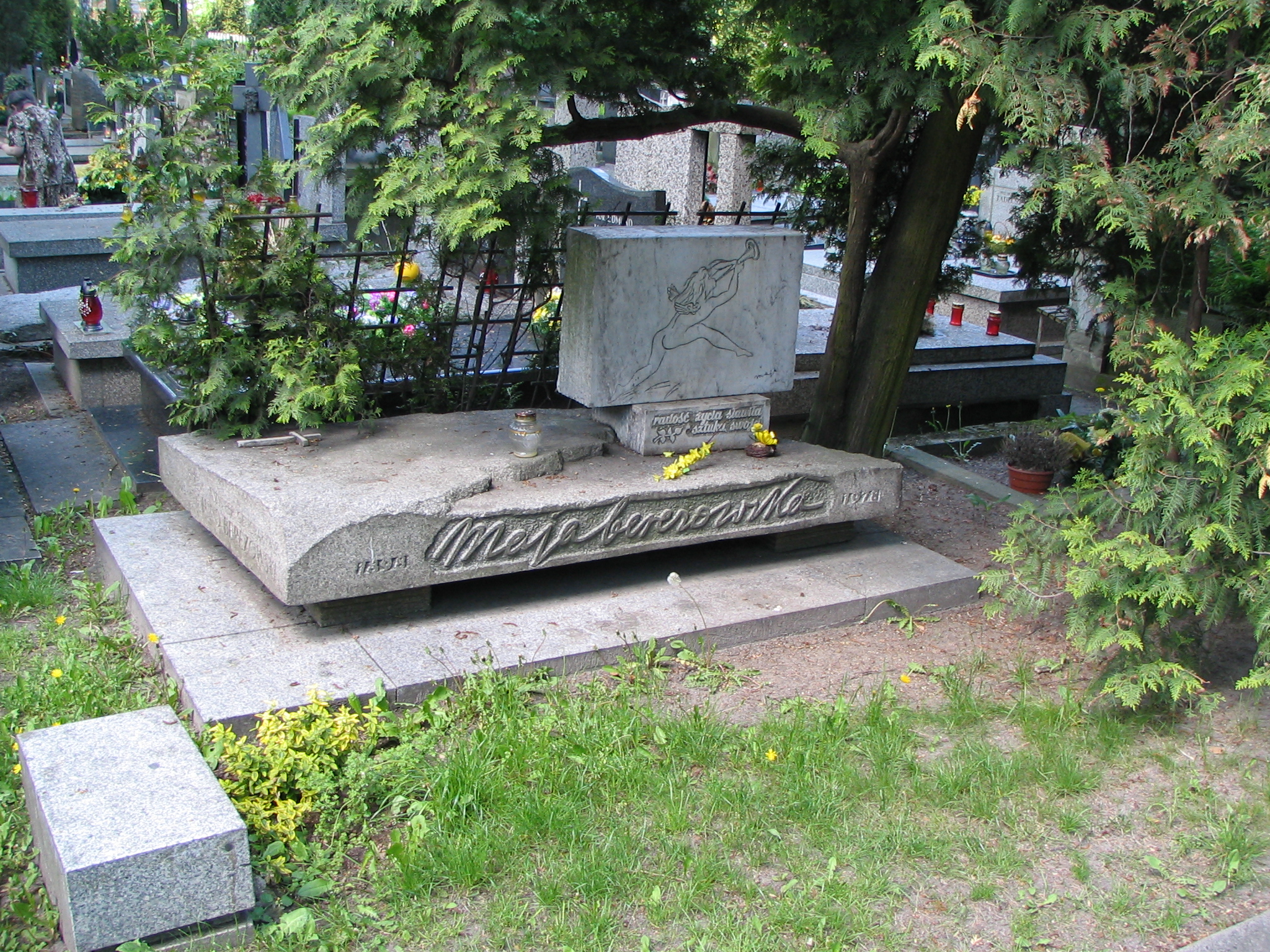
Grób Marii i Edmunda Berezowskich na cmentarzu Wojskowym na Powązkach

Maja Berezowska, właśc. Maria Berezowska, ps. „Ditto” (ur. 13 kwietnia 1892 lub 1893 w Baranowiczach, zm. 31 maja 1978 w Warszawie) – polska malarka, graficzka, karykaturzystka i scenografka.

## Życiorys
Była córką inżyniera Edmunda Berezowskiego i Janiny z Przecławskich. Ojciec był podpułkownikiem armii rosyjskiej i budowniczym kolei transsyberyjskiej, a w Wojsku Polskim tytularnym generałem brygady.
Uczyła się w prywatnej szkole plastycznej w Petersburgu (1908−1909), w Szkole Sztuk Pięknych dla Kobiet Marii Niedzielskiej w Krakowie (1911–1913) u Józefa Pankiewicza i w Monachium (1913).

## Twórczość
Już przed wojną zyskała sławę jako autorka subtelnych grafik o tematyce erotycznej. Wzniosłość ludzkich uczuć oraz miłosny akt były stałymi motywami jej twórczości przez całe życie. Wydanie w 1956 Piórek Jana Sztaudyngera z jej ilustracjami, ówcześnie śmiałymi obyczajowo, było jednym z symptomów politycznej odwilży i nadchodzących zmian. W 1977 roku deklarowała: 
Bez miłości nie byłoby życia. Dla mnie nie ma nic wspanialszego niż ciało ludzkie i póki żyję, będę je rysować. Jak najpiękniej!

### Prasa, publikacje, wystawy
Pierwsza indywidualna wystawa artystki miała miejsce w Kijowie w 1916. Do 1939 jej karykatury, rysunki i ilustracje zamieszczały poczytne tygodniki satyryczne: „Cyrulik Warszawski”, „Szpilki”, czy wydawany we Lwowie „Szczutek”. Brała udział w polskiej akcji propagandowej w czasie akcji plebiscytowej na Górnym Śląsku. W latach przedwojennych opublikowała też wiele agresywnie antysemickich karykatur. Niektóre z nich pokazano w 2013 roku w Żydowskim Instytucie Historycznym w Warszawie.
Współpracę ze „Szpilkami” kontynuowała również po wojnie. W tym tygodniku jej rysunki najczęściej prezentowano w latach 60., jednak już tylko sporadycznie po usunięciu na fali antysemickich czystek w 1968 ze stanowiska redaktora naczelnego Arnolda Mostowicza. Jej prace prezentowały też swoim czytelnikom m.in. „Teatr”, „Nowa Kultura” i „Przekrój”.
W czasach PRL zilustrowała kilkanaście książek, głównie tomików poetyckich i zbiorów satyr, ale także np. książek o tematyce szachowej, do nowel Ludwika Niemojowskiego Szach i mat i Lancelot i królowa za szachownicą, oraz do powieści Wacława Berenta Żywe kamienie. Katalogi wystaw jej prac ukazały się jako osobne wydawnictwa m.in. w 1947 i 1950. Dopiero pośmiertnie zaczęły się ukazywać monograficzne wydawnictwa jej akwarel i rysunków, m.in. Piórkiem przez stulecia (1985) i Maja Berezowska: Antologia twórczości (1994). 
Po powrocie z obozu koncentracyjnego i rekonwalescencji w Szwecji w 1946 r. zamieszkała w Warszawie przy ul. Komarowa 82/86 m. 48  (obecna ul. Wołoska), gdzie po jej śmierci znajdowało się muzeum artystki. Leżące nieopodal ogródki działkowe przy ul. Boboli zostały nazwane jej imieniem.
Zmarła w Warszawie, pochowana na cmentarzu Wojskowym na Powązkach (kwatera 12A-10-1). 

### Scena
Pierwszym kontaktem zawodowym ze sceną było współtworzenie oprawy plastycznej występów kabaretu literacko-artystycznego „Czwórka” we Lwowie w 1919 r. W latach 30. projektowała kostiumy m.in. dla gwiazd scen rewiowych Zuli Pogorzelskiej i Hanki Ordonówny oraz operetek i kabaretów (w Warszawie i Poznaniu). Po powrocie z Paryża, w sezonie 1936/1937 była etatowym scenografem kabaretu „Teatr 13 Rzędów”.
Po wojnie scenografia i projektowanie kostiumów stało się jej głównym zajęciem. Pracowała dla: Opery Łódzkiej, warszawskich teatrów: Kameralnego i Komedia, Teatru Polskiego w Poznaniu, Teatru Ziemi Łódzkiej w Łodzi, Zespołu Artystycznego Wojska Polskiego, Zjednoczonych Przedsiębiorstw Artystycznych „Estrada” (w latach 1964–1977).

## Życie prywatne
Od 1918 żona malarza, karykaturzysty i scenografa Kazimierza Grusa, z którym rozwiodła się ok. 1926 roku.

## Sprawa karykatur Hitlera
W latach 1933–1936 mieszkała w Paryżu, współpracując jako rysowniczka i karykaturzystka z pismami „Le Figaro”, „Le Rire”, „Ici Paris”. W tej ostatniej gazecie w 1935 Berezowska opublikowała serię karykatur pt. Miłostki słodkiego Adolfa, dotyczącą Hitlera. Wkrótce po wydaniu tego numeru gazety z powództwa urzędowego wystąpiła przeciwko Berezowskiej ambasada niemiecka w Paryżu, dowodząc, że rysunki były karalną obrazą głowy państwa. W czasie procesu Berezowskiej bronił prawnik i polityk Albert Sarrault. Wyrok grzywny zasądzony przez pierwszą instancję (500 franków), został zaskarżony przez Sarraulta, który przed sądem apelacyjnym wygłosił płomienne przemówienie, dowodząc m.in., że „to wstyd dla Ville Lumiere! W mieście artystów skazywać artystkę za jej dzieło!”. Grzywna została zmniejszona do symbolicznej kwoty.
Porażkę przed francuskim sądem naziści powetowali sobie po rozpoczęciu wojny. Berezowska, wiedząc o zagrożeniu, ukrywała się na prowincji. W styczniu 1942, rok po powrocie do Warszawy, w wyniku donosu została pojmana przez gestapo i osadzona na Pawiaku. W maju tego roku, oficjalnie za znieważenie Hitlera uwięziona w obozie koncentracyjnym Ravensbrück, z wyrokiem kary śmierci.
W Ravensbrück nadal, w miarę możliwości, tworzyła. Wykonywała portrety współwięźniarek i utrwalała sceny z życia obozowego, kukiełki i stroje dla aktorów do obozowych szopek bożonarodzeniowych. Wspominała te zdarzenia:
„Nawet w Ravensbrűck wyszukiwałam, z trudem, chwile radości. (...) Wiedziałam, że [współwięźniarki, które rysowałam] poślą rodzinom te portrety i chciałam te rodziny pocieszyć, a także chciałam, by one same były zadowolone, choćby z własnej urody”.
Po wyzwoleniu obozu przez wojska radzieckie, w maju 1945 wraz z grupą Polek wyjechała z Ravensbrück do Sztokholmu, na rehabilitację zorganizowaną przez Szwedzki Czerwony Krzyż. Stworzone w tym okresie prace wystawiała w Szwecji i Danii. Do Polski wróciła w czerwcu 1946.

## Ordery i odznaczenia
- Krzyż Kawalerski Orderu Odrodzenia Polski (11 lipca 1955)[12]
- Medal 10-lecia Polski Ludowej (19 stycznia 1955)[13]